# Kubanische Beachhandball-Nationalmannschaft der Männer
Die kubanische Beachhandball-Nationalmannschaft der Männer repräsentiert den kubanischen Handball-Verband als Auswahlmannschaft auf internationaler Ebene bei Länderspielen im Beachhandball gegen Mannschaften anderer nationaler Verbände.
Eine als Unterbau fungierende Nationalmannschaft der Junioren wurde bislang ebenso wenig ins Leben gerufen wie eine Kubanische Beachhandball-Nationalmannschaft der Frauen als weibliche Pendant.

## Geschichte
Eine kubanische Beachhandball-Nationalmannschaft wurde bislang nur ein einziges Mal in den Frühzeiten des Sports aufgestellt. Zur weltweit ersten Meisterschaft für (zu dem Zeitpunkt nur männlichen) Nationalmannschaften 1998, den Pan-Amerikanischen Meisterschaften in Rio de Janeiro, trat Kuba mit einer weitestgehend aus Hallenhandball-Spielern bestehenden Mannschaft an und erreichte das Finale gegen den Seriensieger Brasilien, der hier seine Siegesserie auf kontinentaler Ebene begann und nur 2016, als die Mannschaft nach zeitlichen Verschiebungen des Turniers aus Termingründen nicht teilnehmen konnte, immer den Titel gewann. Trotz des Erfolges verzichtete Kuba seitdem auf eine weitere Entsendung von Beachhandball-Nationalmannschaften, obwohl der Sport dem Inselcharakter entsprechen würde.

## Teilnahmen
| World Games - 2001: keine Teilnahme - 2005: keine Teilnahme - 2009: nicht qualifiziert - 2013: nicht qualifiziert - 2017: nicht qualifiziert - 2022: nicht qualifiziert World Beach Games - 2019: nicht qualifiziert - 2023: | Weltmeisterschaften - 2001: abgesagt - 2004: nicht qualifiziert - 2006: nicht qualifiziert - 2008: nicht qualifiziert - 2010: nicht qualifiziert - 2012: nicht qualifiziert - 2014: nicht qualifiziert - 2016: nicht qualifiziert - 2018: nicht qualifiziert - 2020: nicht qualifiziert, abgesagt - 2022: nicht qualifiziert | Pan-Amerikanische Meisterschaften - 1998: 2. - 1999: keine Teilnahme - 2004: keine Teilnahme - 2008: keine Teilnahme - 2012: keine Teilnahme - 2014: keine Teilnahme - 2016: keine Teilnahme - 2018: keine Teilnahme Nordamerika- und Karibikmeisterschaften - 2019: keine Teilnahme - 2022: keine Teilnahme Beachgames Zentralamerikas und der Karibik - 2022: nicht qualifiziert |